# Rzeki w Liechtensteinie

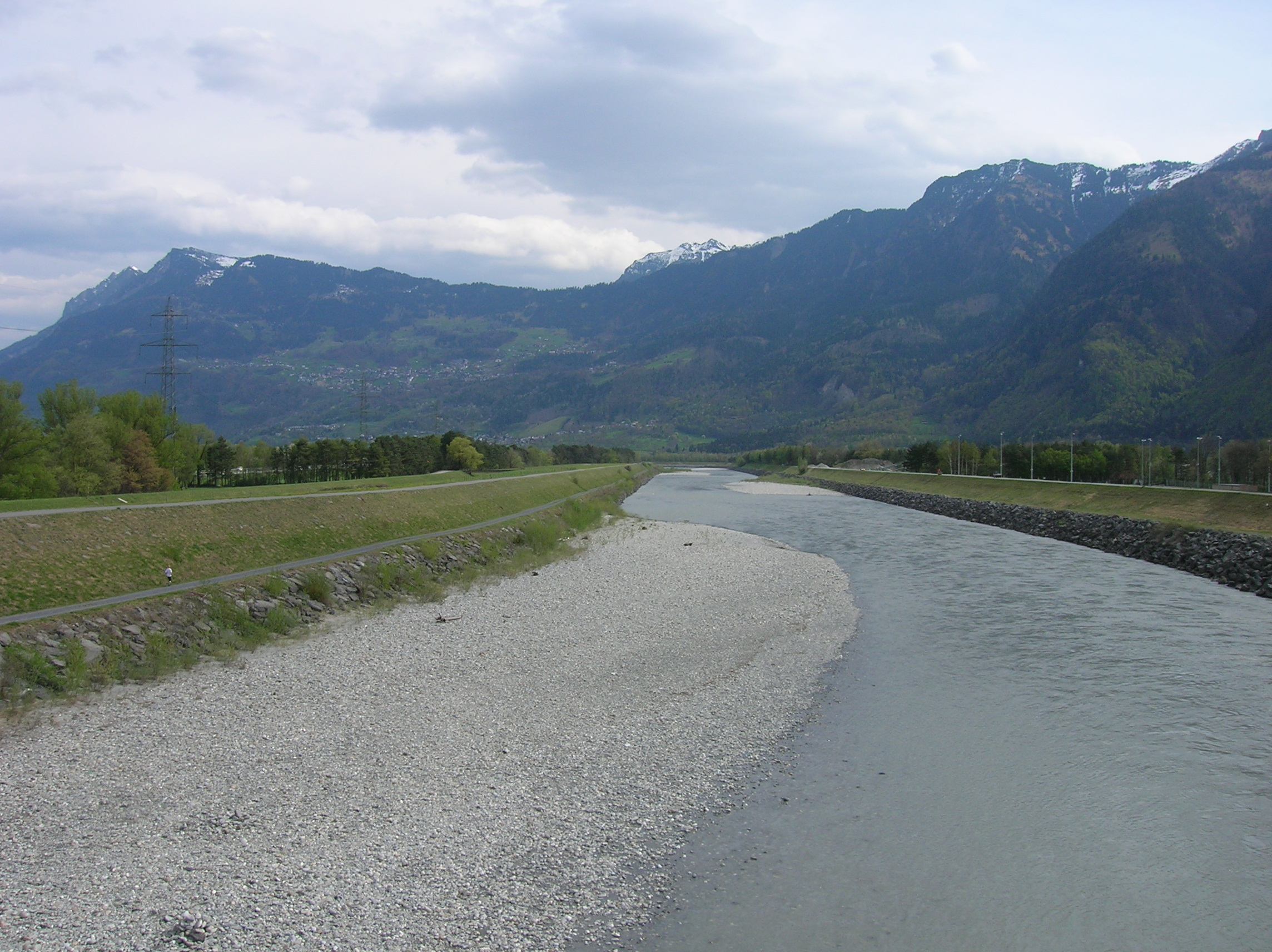
Ren w Balzers.

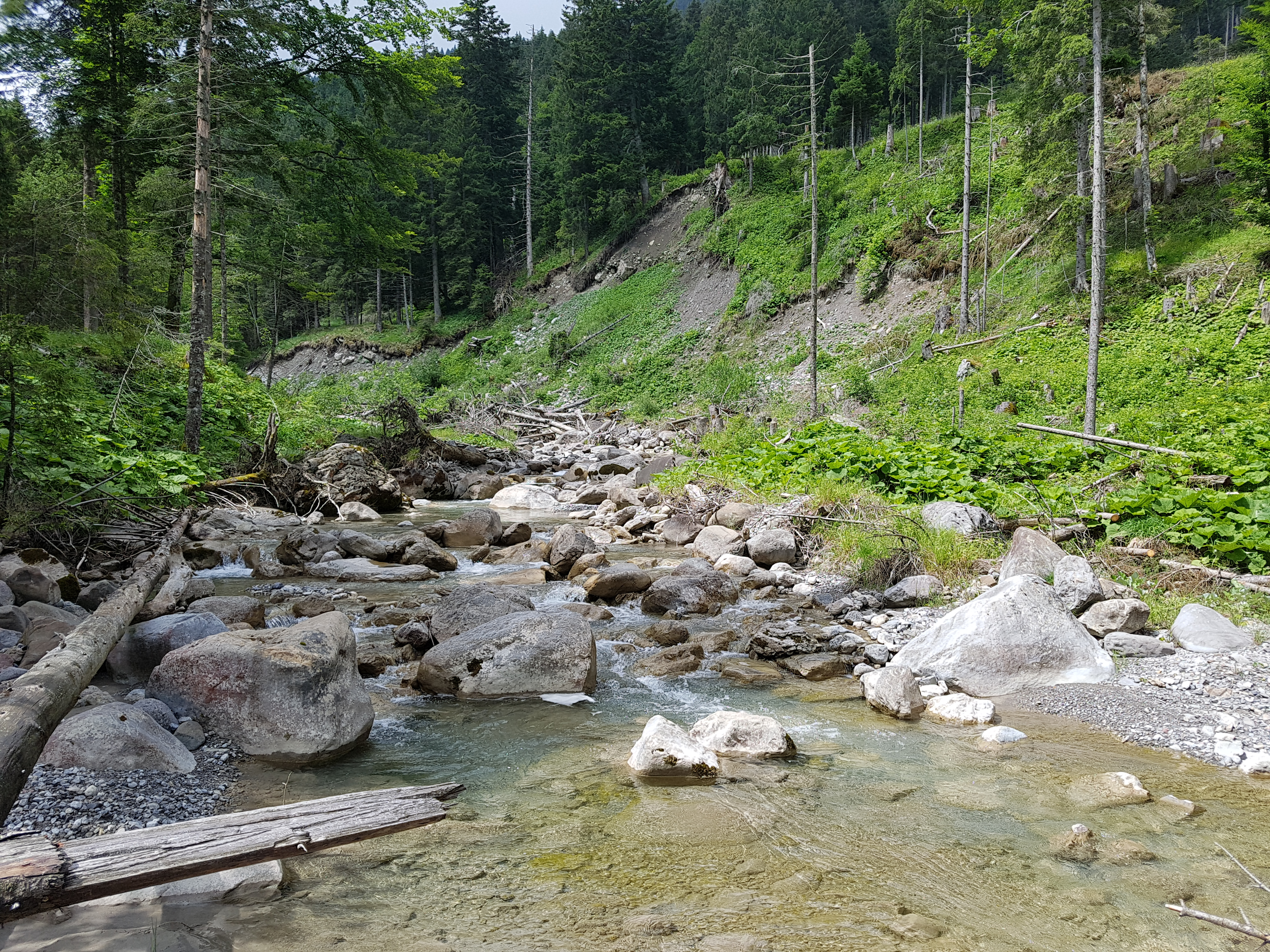
Samina na północ od Steg.

Liechtenstein to niewielkie, alpejskie państwo położone w dolinie Renu. Cała jego powierzchnia znajduje się w dorzeczu Renu, a więc w zlewisku Morza Północnego.
Największą rzeką przepływającą przez terytorium Księstwa jest Ren (niem. Rhein). Źródła tej rzeki znajdują się w Szwajcarii, u podnóży góry Rossbodenstock (2837 m n.p.m.). Na niespełna trzydziestokilometrowym odcinku stanowi granicę liechtensteińsko-szwajcarską. Średni przepływ Renu na odcinku liechtensteińskim wynosi ok. 157 m³/s. Na całym odcinku granicznym szerokość koryta jest stała i wynosi 100 metrów. Współcześnie koryto Renu w Liechtensteinie jest uregulowane a zagrożenie powodziowe dodatkowo zniwelował wybudowany w latach 1931-1943 równoległy do rzeki Liechtensteiner Binnenkanal. Do Renu uchodziły liczne okresowe potoki górskie i strumienie spływające po zboczach alpejskich szczytów. Woda roztopowa z tych cieków powodowała podnoszenie się poziomu wody w rzece, a w konsekwencji powodzie, z których jedna z największych miała miejsce w 1927 roku. Wybudowany w latach 30. XX wieku kanał przechwyca wody roztopowe z Alp i zapobiega wylewaniu rzeki. Początkowo przeprawa przez Ren była możliwa licznymi brodami, jednak po uregulowaniu rzeki zwiększył się przepływ i brody nie powstawały. Przez wiele lat funkcjonowały przeprawy promowe, jednak po powstaniu mostów promy przestały pływać.
Jednym z większych potoków spływających do Liechtensteiner Binnenkanal jest tzw. Lawenabach, płynący przez dolinę Lawena. Ciek ten rozpoczyna się na południowych stokach szczytów Grauspitz i Falknis. Energia wody spływającej tym strumieniem jest wykorzystywana w jednej z dwóch elektrowni wodnych na terenie Księstwa – Elektrowni Lawena w Triesen.
Innym ciekiem uchodzącym do kanału jest strumień Esche, płynący przez nizinne tereny Unterlandu. Dawniej Esche rozpoczynało się w Egelsee na terenie Austrii i kończyło swój bieg w Renie, na południe od Bendern. W XIX i XX wieku strumień został uregulowany a ujście skierowane na północ do kanału. Długość cieku wynosi 7,4 km, w tym 5,74 km w Liechtensteinie.
Największą rzeką, która ma swoje źródła w Liechtensteinie jest Samina. Rzeka ta bierze swój początek z kilku cieków spływających po zboczach gór Naafkopf i Grauspitz i płynie przez dolinę Valüna, stąd też na odcinku źródłowym nazywana jest Valünerbarch. Następnie przepływa przez osadę Steg, gdzie utworzono dwa zbiorniki zaporowe: Stausee Steg i Gänglesee i funkcjonuje druga elektrownia wodna – Elektrownia Samina. Tuż za zaporą do Saminy uchodzi potok płynący z Malbun – Malbunbach. Dalej rzeka kieruje się na północny wschód, przyjmując wiele dopływów (m.in. potok Valorschbach). Po 12,93 km rzeka przecina granicę austriacko-liechtensteińską, aby po kolejnych 9,22 km w austriackim Frastanz ujść do Ill – prawego dopływu Renu. Na terenie Austrii, tuż przy granicy z Liechtensteinem, powstał rezerwat Spirkenwälder Saminatal, obejmujący zbocza doliny Saminy.